# PC SOFT
PC Soft Informatique est une société française d'édition de logiciels permettant le développement d'applications multi-plateformes, créée en 1984 et basée à Montpellier. Elle est spécialisée dans les environnements de développement professionnels, en particulier les ateliers de génie logiciel (AGL).

## Logiciels édités
- WinDev : atelier de génie logiciel pour Windows, Linux, .Net et Java.
- WebDev : Atelier de génie logiciel pour Internet et intranet.
- WinDev Mobile : atelier de génie logiciel pour smartphones, tablettes, et terminaux industriels.
- HyperFileSQL (HFSQL) : base de données SQL intégrée aux environnements WinDev, WebDev et WinDev Mobile. Elle existe en version locale, réseau, client-serveur[C'est-à-dire ?] (Windows et Linux) et mobile.

## Anciens logiciels
- High Screen : éditeur d'interface utilisateur pour DOS, ancêtre de WinDev, qui s'intégrait à n'importe quel langage de programmation (C, Pascal), créé en 1986 puis renommé Hyper Screen en 1992
- KDos : logiciel visuel de manipulation intuitive des commandes du DOS
- Enfin! : logiciel d'extraction de données de fichiers de données de structures diverses, avec transfert automatique vers Multiplan (ancêtre de Microsoft Excel) et Lotus 1-2-3